# Heinrich Maerkl
Heinrich Maerkl (* 29. April 1912 in München; † 15. Februar 1983 in Planegg) war ein deutscher Politiker der Bayernpartei.

## Leben und Beruf
Maerkl arbeitete seit 1930 als Verwaltungsangestellter bei der Oberbayerischen AG für Kohlenbergbau und war dort später als Prokurist tätig. Von 1940 bis 1945 nahm er als Soldat am Zweiten Weltkrieg teil. Zuletzt geriet er in Kriegsgefangenschaft.

## Partei
Maerkl trat nach 1945 in die Bayernpartei ein und war stellvertretender Vorsitzender des BP-Kreisverbandes München.

## Abgeordneter
Maerkl war Ratsmitglied der Gemeinde Planegg und Kreistagsmitglied des Kreises München. Dem Deutschen Bundestag gehörte er seit dem 1. September 1952, als er für den ausgeschiedenen Abgeordneten Eugen Fürst zu Oettingen-Wallerstein nachrückte, bis 1953 an. Hier war er Mitglied der Fraktion Föderalistische Union (FU). Er war über die Landesliste Bayern ins Parlament eingezogen.